# Hugo Johnstone-Burt
Hugo Johnstone-Burt (født 1987) er en skuespiller fra Australien.

## Opvækst og liv
Johnstone-Burt blev født i Edinburgh, Skotland.
I en alder af to flyttede han og hans familie til Sydney.
Fra 2012 til 2015 spillede han Ashleigh Cummings side i tv-serien Mord med Miss Fisher Constable Hugh Collins.
I 2015 spillede han rollen som Ben Taylor i filmen San Andreas.

## Filmografi
| År        | Original titel                 | Rolle          | Noter                     | Dansk titel          |
| --------- | ------------------------------ | -------------- | ------------------------- | -------------------- |
| 2009      | Nicky Two-Tone                 | Nicky          |                           |                      |
| 2010      | Feeling Lucky                  | Ted            |                           |                      |
| 2010      | Before the Rain                | Nicky TwoTone  |                           |                      |
| 2010      | Underbelly: The Golden Mile    | Adam Andrews   |                           |                      |
| 2010      | Rake                           | Travis Tanner  | Episode: "R vs Tanner"    | Uden hæmninger       |
| 2011      | Sea Patrol                     | Corey McGinley | Episode: "Eye for an Eye" | Sea patrol           |
| 2011      | Cloudstreet                    | Fish Lamb      |                           |                      |
| 2012      | Careless Love                  | Seb            |                           |                      |
| 2012–2015 | Miss Fisher's Murder Mysteries | Hugh Collins   |                           | Mord med Miss Fisher |
| 2012      | Tricky Business                | Alex Rudan     |                           |                      |
| 2012–2013 | Home and Away                  | Jamie Sharpe   |                           |                      |
| 2013      | Goddess                        | Ralph          |                           |                      |
| 2013      | Dance Academy                  | Nick           | Episode: "Second Chances" |                      |
| 2015      | San Andreas                    | Ben Taylor     |                           | San Andreas          |
| 2016–2017 | The Wrong Girl                 | Vincent        |                           |                      |